# Mazen al-Hamada
Mazen al-Hamada est un militant syrien originaire de Mohassan, dans le gouvernorat de Deir Ez-Zor, né en 1977 et mort à la prison de Saidnaya ou à Harasta en décembre 2024.
Emprisonné à plusieurs reprises pour avoir participé aux manifestations, dans le contexte du printemps arabe en 2011, puis, pendant un an et demi, pour avoir fourni du lait infantile et des médicaments à des médecins de Daraya, il est violemment torturé. Exilé, devenu demandeur d'asile aux Pays-Bas, il témoigne publiquement des sévices subis afin d'alerter sur la situation des détenus d'opinion, prisonniers politiques et victimes de disparitions forcées en Syrie.
Retourné en Syrie le 22 février 2020, il y est victime de disparition forcée, arrêté par les services de renseignement syriens dès son arrivée à l'aéroport, et est porté disparu depuis lors.
Le 9 décembre 2024, son corps est retrouvé, selon les sources, à la prison de Saidnaya ou dans la morgue de l'hôpital de Harasta, au nord de Damas, après la chute du régime de Bachar el-Assad à la suite de l'l'offensive des rebelles de 2024.

## Biographie
Benjamin d'une fratrie de 18 enfants, Mazen al-Hamada grandit et étudie à Deir Ezzor. Sa famille est connue localement pour ses positions engagées et pacifistes, plusieurs de ses frères étant régulièrement arrêtés par les services de sécurité. Son frère aîné, Abou Joud, est notamment détenu à la prison militaire de Saidnaya de 1987 à 1992.
Au moment des printemps arabes, diplômé de l'Institut de l'industrie pétrolière, Mazen al-Hamada est technicien pour la multinationale des hydrocarbures française Schlumberger, qui l'emploie depuis des années.
Au printemps 2011, il participe aux manifestations demandant davantage de liberté et de démocratie. Mazen décide de filmer les événements avec son téléphone, ses images sont rapidement diffusées, il est même interviewé par des journalistes étrangers. Il est arrêté une première fois le 24 avril 2011 par la Sécurité d’État de Deir Ez-Zor, sur son lieu de travail, et relâché une semaine plus tard. Après une seconde arrestation le 29 décembre 2011 et deux semaines de détention dans la même branche, se sachant recherché, il décide de partir pour Damas, avec deux de ses neveux, également recherchés, où il leur semble plus facile de passer inaperçus,,.

### Arrestations, emprisonnements et torture
À son arrivée, le 1er mars 2012, il a rendez-vous avec un médecin à qui il doit remettre des doses de lait infantile. Des hommes l’embarquent dans une voiture, bâillonné et roué de coups de pied et de bâtons, ainsi que ses deux neveux, qui mourront en détention.
Mazen Hamada est conduit à la branche des services de renseignement de l'armée de l'air de l'aéroport militaire de Mezzeh.

« Ils nous frappaient sur la tête et dans le dos, puis ils nous ont mis dans une cellule collective d'environ 12 m². Nous étions environ 70 détenus, principalement de Daraya, dans la banlieue de Damas. A côté de nous se trouvait une autre cellule dans laquelle ils ont emprisonné environ 70 détenus, dont plus de 40 soldats de l'armée syrienne détenus pour de nombreux chefs d'accusation tels que « envisager une désertion ». »

Lors des interrogatoires, sous la torture, on lui demande d'avouer être un terroriste, de détenir des armes et d'avoir tué des soldats. Alors qu'il refuse de signer, affirmant qu'il n'a jamais porté d'arme ni tué, quatre agents des mukhabarat sont appelés à venir le torturer. Il est frappé et suspendu par les poignets. Pour soulager ses souffrances, il accepte de signer une partie des « aveux forcés », reconnaissant détenir des armes pour protéger les manifestants, mais refuse d'admettre avoir commis des crimes. Il est donc transféré dans une autre salle d'interrogatoire, où il est dévêtu et subit des sévices sexuels avant de finir par signer l'ensemble des documents.
Début 2012, Mazen Hamada, souffrant, est emmené à l'hôpital militaire 601, surnommé « l'hôpital abattoir », violenté sur le trajet et à son arrivée, où il est nommé « 1858 » (son numéro de patient). Bien qu'ayant les yeux bandés, il y aperçoit des détenus torturés à mort, des cadavres qui s'empilent dans les sanitaires. Un membre du personnel y achève les patients mourants le soir, par des coups. Mazen supplie le médecin de retourner en détention.

Dans deux vidéos publiées par l'ONG Syrian Emergency Task Force (en), il témoigne des sévices subis à l'hôpital militaire 601 : 

« J'ai été torturé de manière très violente. Ils m’ont cassé les côtes du devant et de derrière. On m’allongeait par terre et quatre hommes me sautaient dessus [à pieds joints]. Ils m’ont aussi menotté et suspendu au plafond. Tout le poids de mon corps reposait sur mes poignets. La douleur était telle que j’avais l’impression qu’on me coupait les mains. [...] Ils m’ont mis une clé à molette autour du pénis et ont commencé à serrer de plus en plus fort. »

De retour à l'aéroport de Mezzeh, il est soigné pendant un mois par un détenu médecin, avant d'être transféré à la police militaire de Qaboun le 1er juin 2013 puis à la prison centrale d'Adra le 5 juin 2013 où il reste environ deux mois. Il passe devant le tribunal anti-terrorisme, qui ordonne sa libération et est finalement libéré le 3 septembre 2013, lors d'un échange de prisonniers entre le régime et l'opposition.
Durant son emprisonnement, qui dure deux ans et sept mois, Mazen Hamada subit toutes sortes de sévices, y compris sexuels, et est torturé violemment ; il en garde de lourdes séquelles et souffrances physiques et psychiques, l’impossibilité de fonder une famille,.

### Exil
Après sa libération, Mazen Hamada est toujours recherché par les services de renseignement. Il décide donc de quitter la Syrie et demande l'asile aux Pays-Bas.
Mazen Hamada est l'un des rares syriens à oser témoigner à visage découvert des violences subies en prison, ainsi que des crimes auxquels il a assisté. Il multiplie les interventions publiques, en espérant sensibiliser la communauté internationale au sort des détenus syriens et raconte son parcours à travers l’Europe,.
Son témoignage est important car il a mémorisé des noms de codétenus, de « soukras » (détenus travailleurs forcés) et d'employés des services de renseignement. Par ailleurs, la CIJA a récupéré différents documents attestant de la présence de Mazen Hamada dans différents services de sécurité du régime, contre lequel il porte plainte.

### Retour en Syrie et disparition forcée
Mazen Hamada décide d'essayer de rentrer en Syrie. Cette décision, incompréhensible pour ses proches et les personnes l'ayant rencontré, pourrait s'expliquer par diverses raisons.
Selon leurs témoignages, Mazen souffrait beaucoup, tant physiquement, des séquelles de la torture, que psychiquement, à la fois de n'avoir pas d'avenir, de ne pas pouvoir témoigner devant la justice, d'avoir la sensation d'avoir multiplié les témoignages sans aucun effet pour les personnes toujours détenues en Syrie. Consommant du cannabis pour soulager ses souffrances, il en serait devenu dépendant, a des problèmes financiers (demandeur d'asile, il vit d'une allocation provisoire en attendant d'obtenir le statut de réfugié lui permettant de travailler), se coupe d'amis et ne trouve pas de thérapeute qui lui semble comprendre ce qu'il a vécu. Sa frustration semble radicaliser son discours, il évoque la volonté de « virer les Kurdes et les Américains » qui occupent sa province natale. Selon la journaliste Garance Le Caisne : « Depuis des mois, il commençait à perdre ses esprits. Il insultait tout le monde. Il était abattu par l’inaction et la lâcheté des Occidentaux ». L'Orient le-Jour indique également que sa santé mentale se dégrade sévèrement.
Mazen Hamada veut surtout venir en aide aux dizaines de milliers de détenus syriens, pour qui il se sent impuissant à faire bouger les lignes, or, il semble avoir été approché par un espion des services de renseignements syriens et des gens de l'ambassade de Syrie, proche du régime Assad, et avoir été leurré, attiré dans un piège, lui faisant miroiter de pouvoir militer pour le sort des détenus s'il rentrait en Syrie, il écrit qu'il est prêt à se sacrifier pour cela. Sa famille indique qu'il a également été menacé de s'en prendre à eux s'il ne rentrait pas en Syrie.
Bien que n'ayant pas d'autorisation de voyager tant qu'il est demandeur d'asile, il se rend à Berlin où il obtient de faux papiers, un passeport et un visa, de l'ambassade ou du consulat, qu'une femme, probablement de l'ambassade, lui remet à l'aéroport de Berlin.

### Enlèvement, détention et mort

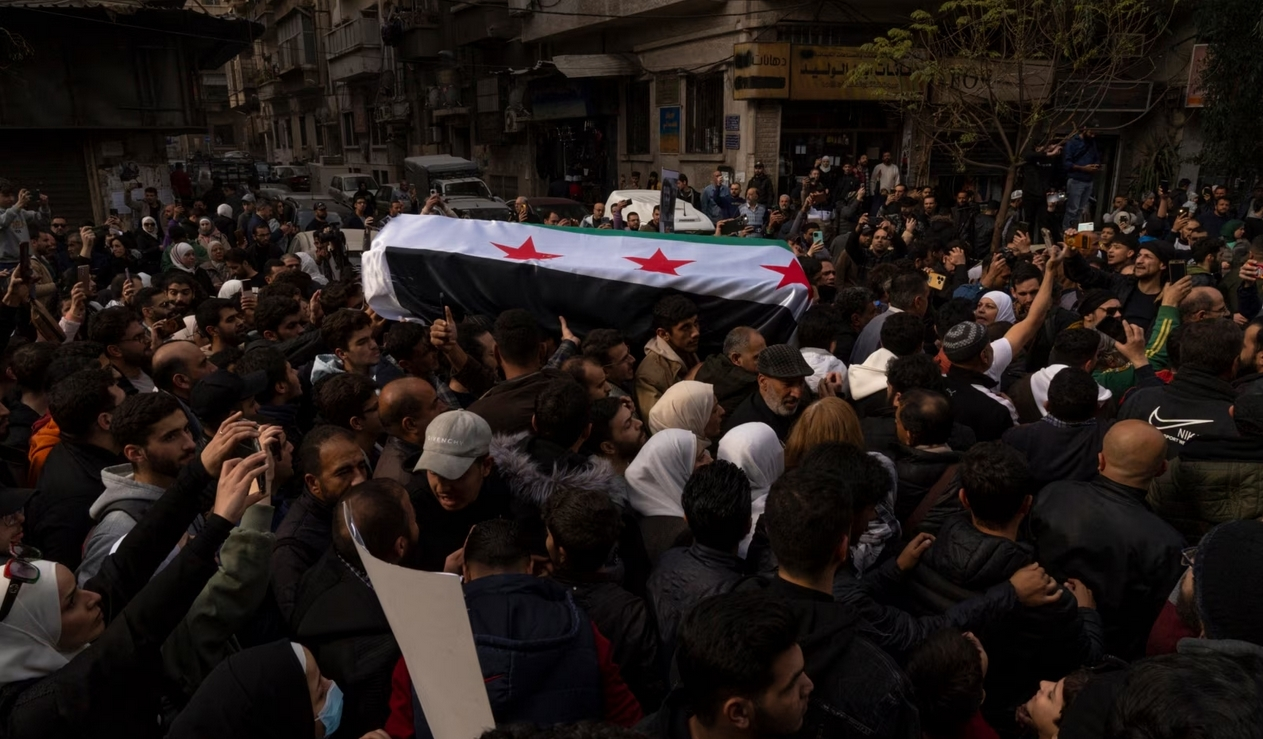
Funérailles de Mazen al-Hamada

Le 22 février 2020, dès son arrivée à l'aéroport de Damas, il est appréhendé par les services de sécurité du régime, et est porté disparu depuis lors,,.
Sa disparition forcée est dénoncée par de nombreuses personnalités, des militants se mobilisent contre son oubli et pour sa libération, dont l'artiste américain Marc Nelson, qui publie chaque jour des portraits de Mazen Hamada, qu'il dessine.
En janvier 2022, un ancien détenu, tout juste libéré de prison affirme avoir vu Mazen al-Hamada dans la prison d'Al-Kasaa, à Damas, en février 2020, après son transfert de la prison de l'aéroport de Mezzeh. D'après lui, al-Hamada était torturé sans relâche dans le but de lui extorquer des "aveux" forcés devant caméra affirmant qu'il mentait lorsqu'il témoignait de la torture dans les prisons du régime lorsqu'il était à l'étranger ; Mazen al-Hamada refuserait, répondant à ses tortionnaires qu'ils étaient des criminels.
Le 9 décembre 2024, après l'offensive rebelle de 2024 en Syrie, qui a conduit à la chute du régime de Bachar al-Assad son corps est retrouvé dans une chambre froide de la morgue de l'hôpital de Harasta, près de Damas. D'après le témoignage d'un rebelle, il est retrouvé au milieu d'« une quarantaine de corps [...] empilés, montrant d'effroyables signes de torture ». Sa mort daterait des jours précédant la découverte de son corps,,. Selon Stephen Rapp, président de la Commission pour la justice internationale, al-Hamada a été tué à la hâte quelques heures avant la chute du régime pour éviter qu'il ne témoigne de ce qu'il a subi. Par ailleurs, le fait que son corps ait été retrouvé à l'hôpital montre que le régime n'a pas eu le temps de l'enterrer dans une fausse commune. Selon sa famille, qui a pu consulter le rapport d'autopsie, il a été battu à mort, ses quatre membres brisés.
Le 12 décembre, une cérémonie funéraire est organisée à Damas, où il est enterré. Mazen Hamada, tué quelques jours avant la libération des détenus syriens, devient un symbole des victimes de la torture subie dans le système carcéral syrien,.

## Filmographie
- Syria's Disappeared: The case Against Assad, de Sara Afshar[26]